# Жар-птица (группа)
Жар-птица — советская и российская рок-группа, образованная Сергеем Поповым в 1975 году и существующая, с перерывами, до сих пор. Стиль музыки — поп-рок с использованием стилистики хард-рока и арт-рока. Наиболее известные песни: «Некрасивая», «Вне закона», «Маша», «Отпусти меня», и другие.

## История. Первые годы
Группа «Жар-птица» была образована весной 1975 года в городе Дубна Московской области. Идея создания нового коллектива возникла у Сергея Попова Архивная копия от 19 марта 2020 на Wayback Machine, который к тому времени имел серьёзный запас собственных песен и немалый исполнительский опыт, приобретённый в московских и дубненских коллективах. Первый раз на сцену в составе бит-группы «Фобос» он вышел ещё весной 1967 года. Эта группа сформировалась из старшеклассников, её репертуар состоял как из хитов западного происхождения, так и песен собственного сочинения. Последнее было необычным явлением в то время, и песни Сергея в конце 60-х взяли в репертуар московские бит-группы «Красные дьяволята», «Кентавры», «Окна» и даже первый состав «Цветов», когда туда пришёл играть Александр Соловьёв, клавишник «Красных дьяволят».
Первый состав группы «Жар-птица» состоял из 17-18- летних ребят, едва владеющих инструментами: место барабанщика занял Сергей Пестов, басиста — Александр Капитонов, а второго гитариста — Александр Васильченко. Сам Сергей поменял бас, с которого когда-то начинал, на соло-гитару. Уже через 2 недели группа играла на танцах: композиции Beatles, Deep Purple, Grand Funk, Slade стали основой репертуара. Параллельно с изучением классики жанра началась работа над собственными песнями. Это был мучительный и сложный процесс, учитывая молодость и неопытность музыкантов, но сохранившиеся концертные и танцевальные записи того времени свидетельствуют, что ребята не только достойно овладели инструментами, но и что их хорошо принимала публика.

## Запись магнитоальбомов
В 1979 году, вдохновленные успехом «подпольных» записей «Машины времени», музыканты «Жар-птицы» решили попробовать записать полноценный магнитоальбом собственных песен. К тому времени в группе поменялось несколько составов — кто-то ушел в армию, кто-то хотел просто покрасоваться на сцене и продержался недолго. Главной же сценой тогда был чаще всего танцевальный зал, реже — залы дубненских ДК, клубы ближайших городов, подшефные воинские части и предприятия. Ценным приобретением группы стал клавишник Юрий Пулин, помимо музыки увлекавшийся рисованием. К этому времени из армии вернулись Александр Капитонов и Александр Васильченко, за ударными уже четыре года сидел Сергей Пестов.
Местом записи был избран радиоузел ДК «Октябрь», в котором были подходящие условия и магнитофоны «Комета 212». Сначала записывалась инструментальная фонограмма, затем через микшер, который даже не имел тембров, накладывались вокальные партии. Качество конечного продукта получилось ниже всякой критики, и Сергей Пестов и Александр Капитонов покинули группу, чтобы играть в джазовом квартете: опыт, приобретённый в «Жар-птице», уже позволял это. На решении сказались и многолетняя усталость, отсутствие весомого заработка на бесконечных танцевальных вечерах и понимание того, что песни, созданные в самом коллективе никто, никогда и никуда не пропустит.
Новым басистом стал Владимир Бычков, ударником — Сергей Заонегин, в группу была приглашена обладающая сильным и ярким голосом Елена Зименкова. Материальная база «Жар-птицы» немного улучшилась, в подвале ДК «Октябрь», где репетировала группа, руками музыкантов была отстроена настоящая студия. Восстановив репертуар и аранжировав несколько новых песен, группа уже в новом составе приступила к новой записи. Было решено, что альбом должен длиться 55-60 минут — по вместимости катушки в 375 метров; что прозрачная пластиковая коробки для ленты такой длины идеально подходит для размещения в ней оформления альбома — обложки, постера, программы и истории группы. К тому времени была отработана новая методика записи: под инструментальную фонограмму с одного магнитофона на другой записывались — попеременно на разные каналы — партии наложения; затем магнитофоны синхронно включались, и уже 4 канала сводились вместе. Так как точность такого сведения была невелика, приходилось выбирать из многочисленных проб лучшие куски и склеивать. Скорость трех стереомагнитофонов «Комета 212», была увеличена, приблизительно, до 30 см/сек, и таким образом немного улучшилось качество звучания.
Именно по такой технологии был записан первый альбом группы «Жар-птица», название которому дала одна из песен Сергея Попова — «В Городе Желаний, под Радугой Мечты». Дизайн оформления альбома разработал Юрий Пулин, а все «картинки» фотографическим способом размножил Вячеслав Новожилов, руководитель фотокружка ДК "Октябрь". К тому времени и этот состав группы развалился: Александр Васильченко женился на Елене Зименковой, и они вместе покинули группу; ушли и Юрий Пулин с Владимиром Бычковым. Оставшись один, Сергей Попов целыми днями делал копии альбома и обклеивал коробки фотографиями с оформлением. За этим занятием ему в голову и пришла оригинальная идея.
В то время набирало силу дискотечное движение: дискотеки множились по стране со скоростью звука и испытывали большой дефицит современной русскоязычной музыки. Сергей обзавелся адресами столичных и подмосковных дискотек в соответствующих учреждениях культуры и выслал наложенным платежом около 50 оформленных катушек с записью альбома «В Городе Желаний…» по этим адресам. Цена катушки с записью составляла 11 рублей, в каждую было вложено короткое послание, рассказывающее о группе «Жар-птица» и содержащее следующее предложение: если запись не понравилась, её получатель может отправить пленку назад на тех же условиях. Ни одна из коробок не вернулась, а несколько месяцев спустя вся страна отплясывала на дискотеках под «Машу» и «Некрасивую» и слушала песни не только на стихи Сергея Попова, но и Велимира Хлебникова. Это был первый настоящий успех. С разных концов страны посыпались письма с просьбой выслать запись альбома, фотографии музыкантов с автографами, плакаты и т. п. Сергей Попов к тому времени собрал новый состав: Александр Никитин — бас, вокал; Вячеслав Пономарев — гитара, вокал; Алексей Сурков — клавишные, вокал; за барабанами остался Сергей Заонегин. На дворе стояло жаркое лето 1981 года, и Сергей Попов написал тягучую, мелодичную песню «Зной», которая дала название новому альбому, появившемуся весной следующего года. Его качество было значительно лучше предыдущего, а количество сделанных копий не поддается учёту. На музыкантов обрушился град писем и заказов, рекорд дня составил 28 посланий от поклонников, и музыканты по очереди на них отвечали. Помимо писем, любители советского андеграунда посылали музыкантам подарки, приглашения в гости, свои фото и записи. Группа с успехом выступала уже не только в Дубне, но и в подмосковных городах и столице. Следующий альбом, по замыслу Сергея Попова, должен был стать концептуальным. Эклектика первых двух его уже не устраивала: часто на одной дорожке соседствовали песни, написанные в 67-м и 81-м, и подростковая любовная лирика, что казалось неуместным, соседствовала с композицией под названием «Вне закона» или миниатюрой на стихи Семена Кирсанова «Привет!». Для улучшения качества конечной фонограммы был приобретен магнитофон «Тембр-2»; скорость ленты на нём была увеличена до стандартных студийных 38 см/сек. Помимо этого, у группы «Воскресение» были куплены самодельный 12-канальный микшерский пульт и 6 микрофонов. Когда началась подготовка к записи нового альбома, Сергей Заонегин покинул группу, и место за барабанами занял Владимир Дягель (позже игравший в группе «Монгол Шуудан»), которому в то время едва исполнилось 15. Но это никак не сказалось на конечном результате: в прошлом Володя занимался акробатикой, и это очень помогло ему в кратчайшие сроки овладеть ударными инструментами и играть наравне со всеми. Новый альбом, законченный летом 1983 года, назывался «Рокодром». К тому времени Сергей Попов устроился на работу в местную службу быта, чтобы иметь возможность легально распространять записи «Жар-птицы»; да и объёмы заказов возросли настолько, что требовалось большое количество магнитофонов для копирования. По знакомству, за бутылку коньяка, Сергею Попову удалось в областном Доме народного творчества поставить на тексты всех записанных «Жар-птицей» песен штамп «Разрешено к исполнению», и такое «разрешение» как бы легализовало деятельность группы во время исполнения песен собственного сочинения на концертах и записях.
В это же время в центральной советской прессе начали появляться публикации остро-критического характера по отношению к творчеству «самодеятельных рок-групп», как тогда называли коллективы с репертуаром, созданным самим коллективом. Не избежала этого и «Жар-птица». В «Советской России», «Комсомольской правде» и журнале «Литературная учёба» появились негативные отзывы о песнях группы. Особенно отличилась «Литературная учёба», которая похвалила «Воскресение» за песню «Да будет народ государем» Велимира Хлебникова, которую исполняла «Жар-птица», а саму «Жар-птицу» отчитала за безыдейность песни «Привет!» не догадываясь, что стихи позаимствованы из сборника «Больничная тетрадь» Семёна Кирсанова.

## Последние годы, расформирование и запрет группы
В сентябре 1983 года были арестованы Алексей Романов и Александр Арутюнов из группы «Воскресение». Во время обыска на квартире А.Арутюнова, который был звукорежиссёром популярной московской группы и у которого «Жар-птица» приобрела микшерский пульт, милиция обнаружила документальные подтверждения этого факта. Следователь Травина хотела вменить Арутюнову изготовление из похищенных деталей этого пульта и его продажу, расцененную как незаконное предпринимательство. Чуть раньше, в конце лета, кто-то из сотрудников ДК «Октябрь», где репетировала «Жар-птица», написал письмо в ЦК КПСС с описанием масштабной деятельности по распространению «подпольных» песен собственного сочинения участниками группы". Начались допросы, приезды комиссий из ВЦСПС, других надзирающих за самодеятельностью органов, обыски у Сергея Попова дома и на работе. Причем женщина-следователь, ведшая дело «Воскресения», не подозревала о комиссиях по письму в ЦК, и наоборот. Группа как раз приступила к записи четвёртого альбома, но закончить успела только 3 песни — было уже не до этого. Пришлось мешками сжигать письма поклонников, уничтожать картотеку студии, прятать у друзей оригиналы записей альбомов и оборудование. Всё это длилось 10 месяцев, и, в конце концов, МВД, КГБ и ЦК КПСС «нашли друг друга» в августе 1984 года, когда Сергей Попов с семьей уехал отдыхать к родственникам в Сухуми. Из Дубны позвонил Алексей Сурков и сообщил, что «…город стоит на ушах, директора ДК собираются уволить и исключить из партии, все ищут тебя, надо срочно приезжать». Но жена Сергея посоветовала ему этого не делать: никаких официальных обвинений ему не предъявляли, сухумского адреса никто не знает, пусть разбираются между собой. Возможно, этот совет спас Сергея Попова от ареста: будь он в Дубне, неизвестно как бы все повернулось. Интересно, что в это же время Сергей Попов даёт своё первое интервью периодическому изданию, газете «Комсомольская искра» (г,Владимир) посвящённое новому альбому «Жар-птицы». А в Москве один из его друзей, сотрудник Министерства культуры, показывает магнитоальбомы «Жар-птицы» на заседании коллегии и в присутствии кандидата в члены Политбюро, министра Петра Демичева: "Вот что ребята делают сами, без фирмы «Мелодия». Демичев повертел в руках коробки с плёнками, оформленные фотографиями и со словами — «Разберитесь» — передал референту. Возможно, этот эпизод, описанный в книге «100 магнитоальбомов советского рока» Александра Кушнира тоже добавил неприятностей группе.
В середине сентября 1984 года Сергей по требованию директора написал заявление об уходе с поста руководителя ансамбля -формальных поводов для увольнения не было — вывез на квартиру товарища личное оборудования и устроился работать страховым агентом и дворником. Его вызвали в горком КПСС, и третий секретарь горкома, отвечавший за идеологию, «рекомендовал» ему больше не заниматься музыкой, не руководить ансамблем и не писать более песен — для этого есть Союз композиторов. Для того, чтобы соблюсти формальную сторону запрета исполнения песен «Жар-птицы», их тексты были оправлены в Союз Писателей на отзыв, который был, конечно, отрицательным.
Где-то в октябре из Московского областного Управления внутренних дел от следователя по делу «Воскресения» в местный отдел ОБХСС пришла бумага с перечислением прегрешений Сергея Попова, подпадающих под некоторые статьи УК, в частности продажа магнитоальбомов группы. Обычно после получения такой бумаги из столицы человек, которому она посвящена, вскоре уезжал «в места не столь отдаленные». Но местные милиционеры не захотели сажать музыканта, песни которого знали с детства, и все ограничилось объяснительной с его стороны и отказом Москве в возбуждении уголовного дела. На какое-то время группа нашла временное пристанище в клубе барачного типа «Маяк», репетировала и даже записывала демо новых песен. Но после того, как заведующая клуба узнала, кого пригрела, «Жар-птицу» изгнали и из «Маяка». В конце 1985 года «Жар-птица» распалась окончательно: ни один «очаг культуры», ЖЭК или КЮТ в то время не рискнул бы принять коллектив с такой репутацией, с набором негативных оценок в центральной прессе и с такой одиозной личностью во главе, как Сергей Попов. Понадобилось полтора года на то, чтобы он вернулся на сцену. Но уже в качестве лидера другой рок-группы, с другими музыкантами и совсем другими песнями. Так началась история группы «АЛИБИ».

## Возвращение группы на сцену
В 1992-93 годах с помощью Владимира Дягеля и музыкантов „Алиби“ был записан сборник самых популярных песен „Жар-птицы“, который журнал „Ровесник“(№ 9) в 2002 году включил в число 40 лучших альбомов русского рока.
В 1996 году на концерте „Программы А“ РТР, где отбирались претенденты для участия в конкурсе „Евровидение“ от России, в сильно изменённом, но узнаваемом варианте прозвучала одна из самых популярных песен группы — „Некрасивая“. Автором музыки был указан Леонид Величковский, а текста — Тимур Горский. „Программе А“ от настоящего автора, Сергея Попова, который написал её ещё в 1967 году, были предъявлена претензия на этот счёт, и, выслушав оригинал, редакция программы извинилась перед автором и группой в эфире. Позже состоялся судебный процесс, длившийся 2 года. Суд наложил запрет на использование Величковским и Горским этой песни в любой форме.
В 2006 году история группы, хотя и не полная, была опубликована в книге „Музыкальная Анатомия Поколения Независимых“, изданная под редакцией Сергея Жарикова.
В те же годы журналист Владимир Марочкин делает несколько публикаций о группе в своих книгах „Повседневная жизнь российского рок-музыканта“, „Русский рок. Малая энциклопедия“, „Песни нашего поколения. Семидесятые“ и в регулярных изданиях.
В 2009 году, в ознаменование 25-летия запрета группы в СССР, "Жар-птица" ненадолго собралась в самом первом составе и дала несколько концертов в Дубне, Москве и других городах: Сергей Пестов, Александр Капитонов, Сергей Попов и Александр Васильченко вновь вместе вышли на сцену. На одном из концертов, в клубе «ОГИ», присутствовал бывший клавишник группы Алексей Сурков. Он уже был смертельно болен и скончался в декабре того же года.
Вскоре при участии барабанщика «Алиби» Сергея Никодимова и Александра Васильченко было записано два тематических альбома-сборника «Танцы» и «Концерт» с уже известными песнями и теми, которые «Жар-птица» играла, но не записывала. В качестве бонус-треков на них были представлены сохранившиеся записи группы с репетиций, танцев, концертов и пробные для магнитоальбомов 1975—1983 годов.
В 2009 Сергей Попов в паре с Сергеем Никодимовым на ударных записал-таки задуманный ещё в 1983-84 годах альбом «Ангар-4», включив в качестве бонус-треков пробные записи 1984 года.
В 2010 году крупнейший российский музыкальный портал «Звуки. Ру» опубликовали подробный рассказ Сергея Попова о том, как приходилось обходить (обманывать) цензуру, чтобы «Жар-птица» могла исполнять свои песни.
Новая реинкарнация группы произошла в конце 2015 года в составе: Сергей Заонегин — ударные, Александр Никитин — бас, вокал, Сергей Попов — гитара вокал. В качестве клавишника и вокалиста в группу был инкорпорирован Евгений Хорошевский из «Алиби». Весной 2016 года «Жар-птица» и «Алиби» отметили соответственно 40 и 30 лет со дня своего рождения большим концертом в ДК «Мир» в Дубне, который был открыт старым другом музыкантов, Евгением Маргулисом. К сожалению, в нём не смог участвовать первый барабанщик группы Сергей Пестов.
В 2017 году на экраны вышел документальный фильм «Советские хиппи» эстонского режиссёра Терье Тоомисту, в саундтреке которого была использована песня «Жар-птицы» «Если» из магнитоальбома «В Городе Желаний, под Радугой Мечты». В 2018 году эстонская фирма Cece-music выпустила LP с этим саундтреком
Группа «Жар-птица» периодически выступает с концертами в Дубне и других городах, а в мае 2019 года впервые была приглашена в Останкино на ТК «Ностальгия» в передачу «Рождённые в СССР».
В декабре того же года ограниченным тиражом был выпущен бокс-сет Архивная копия от 15 мая 2020 на Wayback Machine, включающий в себя все 4 альбома группы и буклет с фотографиями выступлений, репетиций и всех участников коллектива.

## Участники группы
- Сергей Попов Архивная копия от 19 марта 2020 на Wayback Machine — гитара, вокал, автор песен, режиссёр звукозаписи, лидер группы
- Александр Васильченко — гитара, вокал, автор песен. 1975—1976, 1978—1980, 2009.
- Александр Капитонов — бас. 1975—1976, 1978—1979, 2016
- Сергей Пестов Архивная копия от 19 марта 2020 на Wayback Machine — ударные. 1975—1979, 2009
- Юрий Пулин — клавишные. 1976—1980
- Сергей Тимофеев - бас, вокал
- Елена Зименкова — вокал. 1979—1980
- Александр Люлин — гитара, бас, тромбон. 1976—1978
- Сергей Царенков — гитара, бас, вокал. 1976—1978
- Владимир Бычков — бас. 1979—1981
- Сергей Заонегин — ударные. 1980—1982, 2015—2020
- Алексей Сурков — клавишные, вокал 1980—1984
- Александр Никитин — бас, вокал 1981—1984, 2015—2020
- Вячеслав Пономарёв — гитара, вокал, автор песен. 1981—1982
- Владимир Тихомиров — гитара. 1983—1984
- Александр Немудров — ударные, звукорежиссёр. 1977—1979
- Александр Леонов — звукорежиссёр. 1980—1982
- Валерий Саенко — звукорежиссёр. 1983—1984

## Дискография
Магнитоальбомы
- 1981. «В Городе Желаний, под Радугой Мечты»
- 1982. «Зной»
- 1983. «Рокодром»

CD-издания
- 1997. «Жар-птица» (сборник лучших песен)
- 2009. «Ангар-4»
- 2010. «Танцы» (сборник)
- 2010. «Концерт» (сборник)
- 2019. Бокс-сет всех номерных альбомов группы.